# الیجا استوارت
الیجا استوارت (انگلیسی: Elijah Stewart؛ زادهٔ ۱۴ نوامبر ۱۹۹۵) بازیکن بسکتبال اهل ایالات متحده آمریکا است.